# Арыстан (лицей)
Специализированный лицей «Арыстан» (начал функционировать с января 2011 года) — общеобразовательное учебное заведение, созданное под эгидой Общественного фонда «Фонд образования Нурсултана Назарбаева», директором которого является доктор педагогических наук Кулибаева Динара Нурсултановна. Лицей имеет статус филиала Фонда.
В лицей на обучение принимаются граждане Республики Казахстан мужского пола, достигшие 14 лет на момент поступления, окончившие 8-9 классы общеобразовательной средней школы. Лицей функционирует в форме интерната. Срок обучения в Лицее — 3 года по программе общеобразовательной школы (9-11 классы).
Для обучения и проживания лицеистов создан образовательный комплекс в предгорьях Заилийского Алатау в селе Бескайнар Талгарского района, на территории бывшего пионерского лагеря «Искорка».